# Centrobasket Sub-17
El Centrobasket Sub-17 es la competición de baloncesto para jugadores menores de 17 años de edad, organizada en la zona de la FIBA Américas de la Federación Internacional de Baloncesto (FIBA). El evento tiene lugar cada dos años entre las nacionales de México, América Central y el Caribe. Las tres primeras selecciones clasifican al Campeonato FIBA Américas Sub-18.

## Ediciones
| Año  | Sede                                   |             | Final                | Final    | Final                          |                 | Bronce                         | Bronce   | Bronce                         |
| Año  | Sede                                   | Campeón     | Resultado            | Plata    | Bronce                         | Resultado       | Cuarto lugar                   |          |                                |
| ---- | -------------------------------------- | ----------- | -------------------- | -------- | ------------------------------ | --------------- | ------------------------------ | -------- | ------------------------------ |
| 2007 | Puerto Rico (Humacao)                  | Puerto Rico | Sistema de liga      | México   | República Dominicana           | Sistema de liga | Bahamas                        |          |                                |
| 2009 | México · (Aguascalientes)              | Puerto Rico | 92 – 58              | México   | Islas Vírgenes Estadounidenses | 81 – 74         | República Dominicana           |          |                                |
| 2011 | Puerto Rico (Gurabo)                   |             | Puerto Rico          | 90 – 75  | México                         |                 | Islas Vírgenes Estadounidenses | 86 – 83  | Bahamas                        |
| 2013 | Puerto Rico (Caguas)                   |             | República Dominicana | 85 – 58  | Puerto Rico                    |                 | México                         | 62 – 60  | Islas Vírgenes Estadounidenses |
| 2015 | Puerto Rico (San Juan)                 |             | Puerto Rico          | 101 – 57 | Islas Vírgenes Estadounidenses |                 | República Dominicana           | 76 – 60  | México                         |
| 2017 | República Dominicana · (Santo Domingo) |             | República Dominicana | 81 – 80  | Puerto Rico                    |                 | Panamá                         | 85 – 80  | México                         |
| 2019 | Puerto Rico (San Juan)                 |             | México               | 65 – 60  | Puerto Rico                    |                 | Bahamas                        | 85 – 83  | República Dominicana           |
| 2021 | México · (Mexicali)                    |             | Puerto Rico          | 81 – 79  | México                         |                 | República Dominicana           | 102 – 54 | Costa Rica                     |
| 2023 | Belice (Ciudad de Belice)              |             | Puerto Rico          | 106 – 57 | República Dominicana           |                 | Belice                         | 87 – 72  | México                         |

## Detalles de participación
| Equipo                         | 2007 | 2009 | 2011 | 2013 | 2015 | 2017 | 2019 | 2021 | 2023 | Total |
| Aruba                          | –    | –    | –    | –    | –    | –    | –    | 8º   | –    | 1     |
| Bahamas                        | 4°   | 5°   | 4°   | 5°   | 5°   | 7°   | 3º   | –    | –    | 7     |
| Barbados                       | –    | –    | –    | –    | 8°   | –    | –    | –    | –    | 1     |
| Belice                         | –    | –    | 6°   | –    | –    | –    | –    | –    | 3º   | 2     |
| Costa Rica                     | –    | –    | –    | 8°   | 7°   | –    | –    | 4°   | 7°   | 4     |
| El Salvador                    | –    | –    | –    | 6°   | –    | –    | 8°   | 7°   | 8°   | 4     |
| Guatemala                      | –    | 6°   | –    | –    | 6°   | –    | –    | –    | –    | 2     |
| Guyana                         | –    | –    | –    | –    | –    | 8°   | –    | –    | –    | 1     |
| Islas Vírgenes Británicas      | –    | –    | 7°   | 7°   | –    | –    | –    | –    | –    | 2     |
| Islas Vírgenes Estadounidenses | 5°   | 3º   | 3º   | 4°   | 2º   | 5°   | 6°   | –    | –    | 7     |
| Jamaica                        | –    | –    | –    | –    | –    | 6°   | 7°   | 6°   | 6°   | 4     |
| México                         | 2º   | 2º   | 2º   | 3º   | 4°   | 4°   | 1º   | 2º   | 4°   | 9     |
| Nicaragua                      | –    | 7°   | –    | –    | –    | –    | –    | –    | –    | 1     |
| Panamá                         | –    | –    | 8°   | –    | –    | 3º   | 5°   | 5°   | 5°   | 5     |
| Puerto Rico                    | 1º   | 1º   | 1º   | 2º   | 1º   | 2º   | 2º   | 1º   | 1º   | 9     |
| República Dominicana           | 3º   | 4°   | 5°   | 1º   | 3º   | 1º   | 4º   | 3º   | 2º   | 9     |
| Trinidad y Tobago              | 6°   | –    | –    | –    | –    | –    | –    | –    | –    | 1     |

## Tabla de medallas
| Núm. | País                           | Oro | Plata | Bronce | Total |
| ---- | ------------------------------ | --- | ----- | ------ | ----- |
| 1    | Puerto Rico                    | 4   | 2     | 0      | 6     |
| 2    | República Dominicana           | 2   | 0     | 2      | 4     |
| 3    | México                         | 0   | 3     | 1      | 4     |
| 4    | Islas Vírgenes Estadounidenses | 0   | 1     | 2      | 3     |
| 5    | Panamá                         | 0   | 0     | 1      | 1     |